# Arcadia (Indiana)
Arcadia és una població dels Estats Units a l'estat d'Indiana. Segons el cens del 2006 tenia 1.809 habitants.

## Demografia
Segons el cens del 2000, Arcadia tenia 1.747 habitants, 582 habitatges, i 427 famílies. La densitat de població era de 1.226,4 habitants per km².
Dels 582 habitatges en un 38,3% hi vivien nens de menys de 18 anys, en un 57,9% hi vivien parelles casades, en un 9,3% dones solteres, i en un 26,6% no eren unitats familiars. En el 22% dels habitatges hi vivien persones soles el 7,9% de les quals corresponia a persones de 65 anys o més que vivien soles. El nombre mitjà de persones vivint en cada habitatge era de 2,67 i el nombre mitjà de persones que vivien en cada família era de 3,11.
Per edats la població es repartia de la següent manera: un 26,8% tenia menys de 18 anys, un 7,3% entre 18 i 24, un 34,9% entre 25 i 44, un 20,8% de 45 a 60 i un 10,3% 65 anys o més.
L'edat mediana era de 35 anys. Per cada 100 dones de 18 o més anys hi havia 96,5 homes.
La renda mediana per habitatge era de 44.063 $ i la renda mediana per família de 48.833 $. Els homes tenien una renda mediana de 35.435 $ mentre que les dones 25.313 $. La renda per capita de la població era de 17.159 $. Entorn del 6% de les famílies i el 10,5% de la població estaven per davall del llindar de pobresa.

## Poblacions més properes
El següent diagrama mostra les poblacions més properes.